# Tashi Namgyal (Taï Sitou Rinpoché)
Pour les articles homonymes, voir Tashi Namgyal (homonymie).
Taï Sitou Rinpoché
Chokyi Gyaltsen Tashi Paljor
Tashi Namgyal tibétain : བཀྲ་ཤིས་རྣམ་རྒྱལ, Wylie : bkra shis rnam rgyal (1450-1497) est le 2e Taï Sitou Rinpoché, un  tulkou important de la lignée karma-kagyu. 

## Biographie
Tashi Namgyel est né en 1450, dans une famille de lignée royale. Le 6e karmapa, Thongwa Dönden, le reconnut comme la réincarnation de Chokyi Gyaltsen, et l'intronisa à Karma Gön, siège de son prédécesseur.
Le 6e karmapa lui a enseigné les sutras et les tantras. Il devint un enseignant accompli, attirant l'attention de l'empereur Ming, probablement Ming Xianzong, qui lui conféra un titre inscrit en or et un sceau de cristal. Il a enseigné à de nombreux étudiants, notamment au 7e karmapa, Chödrak Gyatso. Il est décédé à l'âge de quarante-sept ans en 1497.